# Сергій V (неаполітанський дука)
Сергій V (†1082) — неаполітанський дука (1042—1082), син і наступник дуки Іоанна V.
Влітку 1074 року спалахнули ворожнечі між Річардом Капуанським та Робертом Гвіскаром. Сергій V Неаполітанський уклав союз з останнім, зробивши своє місто центром постачання військ Гвіскара. Це протиставило його Річарду, якого підтримував папа Григорій VII. У червні Річард ненадовго взяв у облогу Неаполь.
Сергій, Річард і Роберт невдовзі розпочали переговори з папою за посередництва настоятеля монастиря Монтекассіно Дезидерія, що дало Сергію змогу уникнути знищення міста у червні того ж року.
Після взяття Робертом Гвіскаром в 1077 році Салерно, Неаполь залишився єдиною ненормандською державою Південної Італії і був змушений лавірувати між сильними сусідами.